# Yvonne Meusburgerová
Yvonne Meusburgerová (* 3. října 1983 v Dornbirnu, Rakousko) je bývalá rakouská profesionální tenistka.
V rámci okruhu ITF vyhrála patnáct turnajů ve dvouhře a devět ve čtyřhře. Na okruhu WTA získala jeden titul, když zvítězila na turnaji v Bad Gasteinu 2013 nad Andrea Hlaváčkovou 7–5, 6–2.
Na žebříčku WTA byla ve dvouhře nejvýše klasifikována v březnu 2014 na 37. místě, ve čtyřhře pak v srpnu 2010 na 104. místě. Trénuje ji Joachim Kretz.
V rakouském fedcupovém týmu debutovala v roce 2003 v Bree v rámci 1. světové skupiny, když se Rakousko snažilo v prvním kole probojovat přes Belgii. Debut zahájila prohrou v deblu se Sybillí Bammerovou a Rakousko prohrálo 0–5. Do  roku 2015 v soutěži nastoupila k 29 mezistátním utkáním s bilancí 5–13 ve dvouhře a 3–8 ve čtyřhře.

## Finálové účasti na turnajích WTA Tour
| Legenda                                         |
| ----------------------------------------------- |
| D – dvouhra; Č – čtyřhra                        |
| Grand Slam (0)                                  |
| WTA Tour Championships (0)                      |
| WTA Tournament of Champions (0)                 |
| Tier I / Premier Mandatory & Premier 5 (0)      |
| Tier II / Premier (0)                           |
| Tier III, IV & V / International (1–2 D; 0–0 Č) |

### Dvouhra: 3 (1–2)
| Stav       | Č. | Datum             | Turnaj                | Povrch | Soupeřka ve finále     | Výsledek        |
| ---------- | -- | ----------------- | --------------------- | ------ | ---------------------- | --------------- |
| Finalistka | 1. | 29. července 2007 | Bad Gastein, Rakousko | antuka | Francesca Schiavoneová | 1–6, 4–6        |
| Finalistka | 2. | 14. července 2013 | Budapešť, Maďarsko    | antuka | Simona Halepová        | 3–6, 7–6(7),1–6 |
| Vítězka    | 1. | 21. července 2013 | Bad Gastein, Rakousko | antuka | Andrea Hlaváčková      | 7–5, 6–2        |

## Finálové účasti na okruhu ITF
| $100,000 tournaments |
| $75,000 tournaments  |
| $50,000 tournaments  |
| $25,000 tournaments  |
| $10,000 tournaments  |

### Dvouhra: 26 (15–11)
| Stav       | Č.  | Datum              | Turnaj               | Povrch    | Soupeřka ve finále             | Výsledek         |
| Vítězka    | 1.  | 20. září 2003      | Sunderland           | tvrdý (h) | Hanna Nooniová                 | 4–6, 6–3, 6–1    |
| Finalistka | 1.  | 12. června 2004    | Vaduz                | antuka    | Anastasia Rodionovová          | 6–1, 3–6, (2)6–7 |
| Vítězka    | 2.  | 4. září 2004       | Balašicha            | antuka    | Anastasia Jakimovová           | 6–3, (2)6–7, 6–0 |
| Vítězka    | 3.  | 6. listopadu 2004  | Sint-Katelijne-Waver | tvrdý (h) | Selima Sfarová                 | 6–4, 6–3         |
| Vítězka    | 4.  | 26. března 2005    | San Luis Potosi      | antuka    | Kyra Nagyová                   | 7–5, 5–7, 6–3    |
| Vítězka    | 5.  | 9. dubna 2005      | Coatzacoalcos        | tvrdý     | Šiho Hisamatsuová              | 3–6, 6–4, 6–3    |
| Finalistka | 2.  | 19. března 2006    | Orange               | antuka    | Aljona Bondarenková            | 3–6, 5–7         |
| Finalistka | 3.  | 16. září 2006      | Innsbruck            | antuka    | Patricia Mayrová-Achleitnerová | 6–1, 2–6, 2–6    |
| Finalistka | 4.  | 7. listopadu 2006  | Mexiko city (1)      | tvrdý     | Mathilde Johanssonová          | 5–7, 2–6         |
| Vítězka    | 6.  | 14. listopadu 2006 | Mexiko city (2)      | tvrdý     | Carmen Klaschkaová             | 6–3, 6–4         |
| Vítězka    | 7.  | 26. listopadu 2006 | Puebla               | tvrdý     | Marina Abramovićová            | 6–4, 6–2         |
| Vítězka    | 8.  | 17. února 2007     | Biberach             | tvrdý (h) | Martina Pavelecová             | 7–6(3), 4–6, 7–5 |
| Vítězka    | 9.  | 1. dubna 2007      | Latina               | antuka    | Caroline Wozniacká             | 7–5, 4–6, 6–3    |
| Finalistka | 5.  | 8. června 2008     | Řím                  | antuka    | Tathiana Garbinová             | 4–6, 6–4, (6)6–7 |
| Finalistka | 6.  | 13. července 2008  | Záhřeb               | antuka    | Petra Martićová                | 2–6, 6–2, 2–6    |
| Vítězka    | 10. | 8. srpna 2009      | Hechingen            | antuka    | Johanna Larssonová             | 5–7, 7–5, 6–2    |
| Vítězka    | 11. | 15. srpna 2009     | Trnava (1)           | antuka    | Sandra Záhlavová               | 7–6(0), 7–5      |
| Finalistka | 7.  | 20. září 2009      | Mestre               | antuka    | Karolina Špremová              | 6–2, 2–6, 4–6    |
| Vítězka    | 12. | 7. srpna 2011      | Trnava (2)           | antuka    | Elitsa Kostovová               | 0–6, 6–2, 6–0    |
| Finalistka | 8.  | 23. října 2011     | Glasgow              | tvrdý (h) | Claire Feuersteinová           | 3–6, 1–6         |
| Finalistka | 9.  | 6. listopadu 2011  | Ismaning             | tvrdý (h) | Anne Keothavongová             | 3–6, 6–1, 2–6    |
| Finalistka | 10. | 3. června 2012     | Grado (1)            | antuka    | Maria Elena Camerinová         | 2–6, 3–6         |
| Finalistka | 11. | 22. července 2012  | Contrexeville        | antuka    | Aravane Rezaïová               | 3–6, 6–2, 3–6    |
| Vítězka    | 13. | 13. dubna 2013     | La Marsa             | antuka    | Viktoria Kanová                | 6–3, 6–4         |
| Vítězka    | 14. | 5. května 2013     | Wiesbaden            | antuka    | Sharon Fichmanová              | 5–7, 6–4, 6–1    |
| Vítězka    | 15. | 2. června 2013     | Grado (2)            | antuka    | Katarzyna Piterová             | 6–2, (2)6–7, 6–3 |

## Postavení na žebříčku WTA na konci sezóny

### Dvouhra
| Rok    | 2000 | 2001   | 2002   | 2003   | 2004   | 2005   | 2006   | 2007  | 2008   | 2009   | 2010  | 2011   | 2012   | 2013  |
| Pořadí | 910. | ▲ 662. | ▲ 347. | ▲ 260. | ▲ 172. | ▲ 149. | ▼ 170. | ▲ 61. | ▼ 100. | ▼ 117. | ▲ 94. | ▼ 136. | ▲ 129. | ▲ 50. |

### Čtyřhra
| Rok    | 2000 | 2001 | 2002 | 2003   | 2004   | 2005   | 2006   | 2007   | 2008   | 2009   | 2010   | 2011   | 2012   | 2013 |
| Pořadí | -    | -    | 741. | ▲ 309. | ▼ 335. | ▼ 749. | ▲ 494. | ▲ 223. | ▼ 390. | ▲ 140. | ▲ 126. | ▼ 203. | ▼ 733. | -    |